# Polo aquático nos Jogos Olímpicos de Verão de 2012 - Masculino
O torneio masculino de polo aquático nos Jogos Olímpicos de Verão de 2012 foi disputado entre os dias 29 de julho e 12 de agosto na Arena de Polo Aquático em Londres.
Doze equipes disputaram o torneio, divididos em dois grupos de seis equipes cada. Os quatro primeiros colocados de cada grupo avançaram às quartas de final. Os vencedores das quartas partiram para as semifinais, passando a brigar diretamente pelas medalhas, e as equipes perdedoras nas quartas de final disputaram partidas de consolação para definir suas colocações finais no torneio olímpico.

## Medalhistas
|  | CRO Croácia |  | ITA Itália |  | SRB Sérvia |
|  | Josip Pavić Damir Burić Miho Bošković Nikša Dobud Maro Joković Petar Muslim Ivan Buljubašić Andro Bušlje Sandro Sukno Samir Barać Igor Hinić Paulo Obradović Frano Vićan |  | Stefano Tempesti Amaurys Pérez Niccolò Gitto Pietro Figlioli Alex Giorgetti Maurizio Felugo Massimo Giacoppo Valentino Gallo Christian Presciutti Deni Fiorentini Matteo Aicardi Danijel Premuš Giacomo Pastorino |  | Slobodan Soro Aleksa Šaponjić Živko Gocić Vanja Udovičić Dušan Mandić Duško Pijetlović Slobodan Nikić Milan Aleksić Nikola Rađen Filip Filipović Andrija Prlainović Stefan Mitrović Gojko Pijetlović |

## Fase de grupos
Todos as partidas seguem o horário de Londres (UTC+1).

### Grupo A

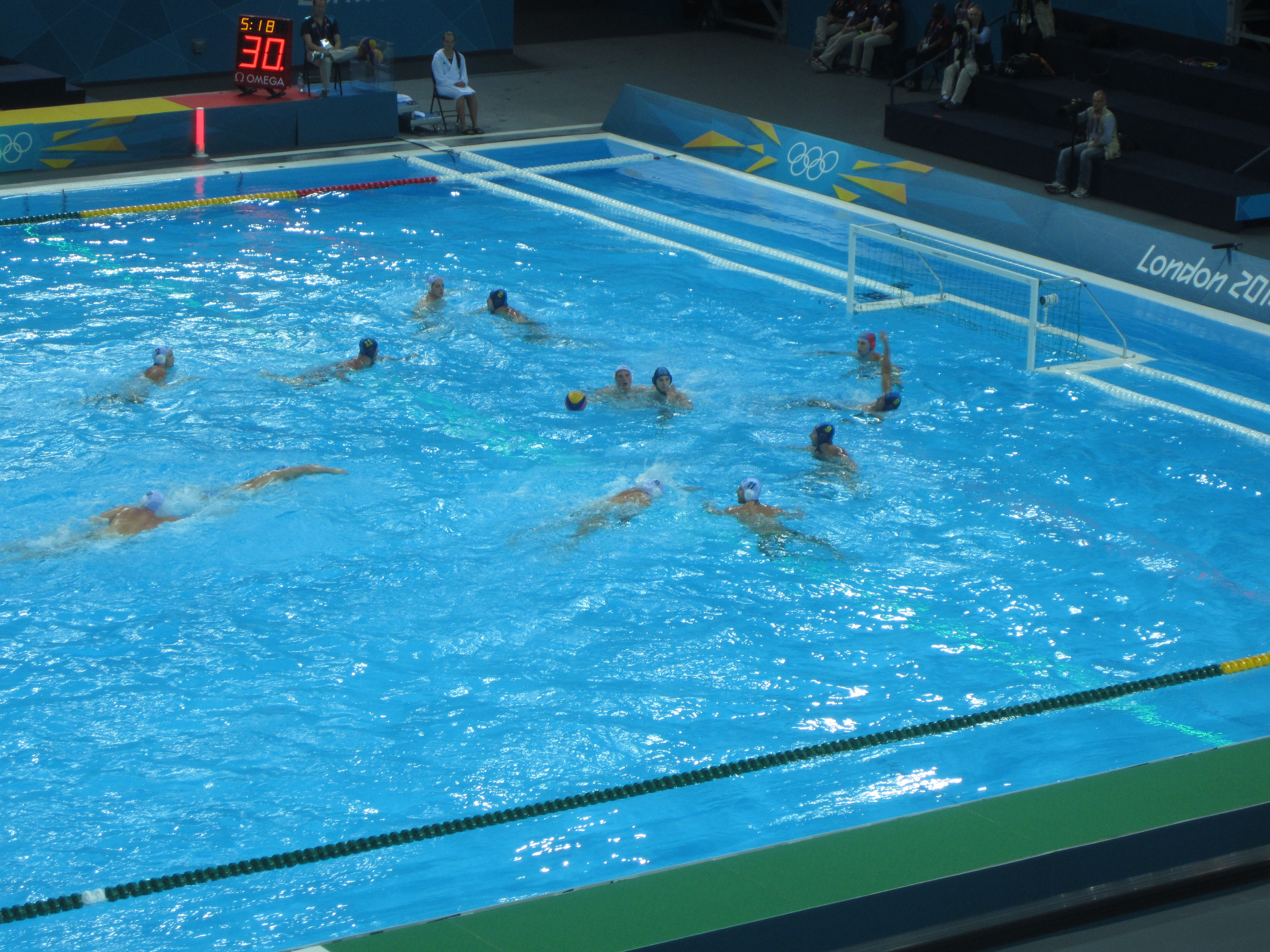
Partida entre Cazaquistão e Austrália

| Equipe      | P  | J | V | E | D | GP | GC | SG  |
| ----------- | -- | - | - | - | - | -- | -- | --- |
| Croácia     | 10 | 5 | 5 | 0 | 0 | 50 | 29 | +21 |
| Itália      | 7  | 5 | 3 | 1 | 1 | 40 | 36 | +4  |
| Espanha     | 6  | 5 | 3 | 0 | 2 | 52 | 42 | +10 |
| Austrália   | 4  | 5 | 2 | 0 | 3 | 40 | 44 | –4  |
| Grécia      | 3  | 5 | 1 | 1 | 3 | 41 | 43 | –2  |
| Cazaquistão | 0  | 5 | 0 | 0 | 5 | 24 | 53 | –29 |

| 29 de julho 10:00 | Relatório | Grécia                                     | 6–8  | Croácia                  | Arena de Polo Aquático, Londres Árbitros: ROU Adrian Alexandrescu HUN György Juhász |
| 29 de julho 10:00 | Relatório | Pontuação por períodos: 2–1, 1–2, 2–2, 1–3 |      |                          | Arena de Polo Aquático, Londres Árbitros: ROU Adrian Alexandrescu HUN György Juhász |
| 29 de julho 10:00 | Relatório | Fountoulis, Mourikis 2                     | Gols | Sukno, Bošković, Dobud 2 | Arena de Polo Aquático, Londres Árbitros: ROU Adrian Alexandrescu HUN György Juhász |

| 29 de julho 11:20 | Relatório | Cazaquistão                                | 6–14 | Espanha   | Arena de Polo Aquático, Londres Árbitros: MNE Marijo Brguljan GER Ulrich Spiegel |
| 29 de julho 11:20 | Relatório | Pontuação por períodos: 2–4, 1–5, 1–3, 2–2 |      |           | Arena de Polo Aquático, Londres Árbitros: MNE Marijo Brguljan GER Ulrich Spiegel |
| 29 de julho 11:20 | Relatório | Gubarev, Ushakov 2                         | Gols | Perrone 5 | Arena de Polo Aquático, Londres Árbitros: MNE Marijo Brguljan GER Ulrich Spiegel |

| 29 de julho 14:10 | Relatório | Itália                                     | 8–5  | Austrália                                     | Arena de Polo Aquático, Londres Árbitros: MNE Marijo Brguljan POL Radoslaw Koryzna |
| 29 de julho 14:10 | Relatório | Pontuação por períodos: 3–0, 2–2, 0–1, 3–2 |      |                                               | Arena de Polo Aquático, Londres Árbitros: MNE Marijo Brguljan POL Radoslaw Koryzna |
| 29 de julho 14:10 | Relatório | Felugo, Giorgetti 2                        | Gols | Cleland, Campbell, Howden, Cotterill, Roach 1 | Arena de Polo Aquático, Londres Árbitros: MNE Marijo Brguljan POL Radoslaw Koryzna |

| 31 de julho 11:20 | Relatório | Croácia                                    | 8–7  | Espanha   | Arena de Polo Aquático, Londres Árbitros: SLO Boris Margeta POL Radoslaw Koryzna |
| 31 de julho 11:20 | Relatório | Pontuação por períodos: 2–1, 3–2, 2–4, 1–0 |      |           | Arena de Polo Aquático, Londres Árbitros: SLO Boris Margeta POL Radoslaw Koryzna |
| 31 de julho 11:20 | Relatório | Sukno, Dobud 2                             | Gols | Español 4 | Arena de Polo Aquático, Londres Árbitros: SLO Boris Margeta POL Radoslaw Koryzna |

| 31 de julho 14:10 | Relatório | Austrália                                  | 7–4  | Cazaquistão                           | Arena de Polo Aquático, Londres Árbitros: ROU Adrian Alexandrescu GER Ulrich Spiegel |
| 31 de julho 14:10 | Relatório | Pontuação por períodos: 2–1, 2–0, 2–2, 1–1 |      |                                       | Arena de Polo Aquático, Londres Árbitros: ROU Adrian Alexandrescu GER Ulrich Spiegel |
| 31 de julho 14:10 | Relatório | Howden 2                                   | Gols | Manafov, Gubarev, Gorovoy, Shakenov 1 | Arena de Polo Aquático, Londres Árbitros: ROU Adrian Alexandrescu GER Ulrich Spiegel |

| 31 de julho 15:30 | Relatório | Grécia                                     | 7–7  | Itália                  | Arena de Polo Aquático, Londres Árbitros: MNE Marijo Brguljan SRB Mihajlo Ćirić |
| 31 de julho 15:30 | Relatório | Pontuação por períodos: 3–0, 2–2, 0–1, 3–2 |      |                         | Arena de Polo Aquático, Londres Árbitros: MNE Marijo Brguljan SRB Mihajlo Ćirić |
| 31 de julho 15:30 | Relatório | Fountoulis, Afroudakis 2                   | Gols | Presciutti, Giorgetti 2 | Arena de Polo Aquático, Londres Árbitros: MNE Marijo Brguljan SRB Mihajlo Ćirić |

| 2 de agosto 10:00 | Relatório | Espanha                                    | 13–9 | Austrália | Arena de Polo Aquático, Londres Árbitros: SRB Mihajlo Ćirić USA Steven Rotsart |
| 2 de agosto 10:00 | Relatório | Pontuação por períodos: 2–1, 3–3, 4–1, 4–4 |      |           | Arena de Polo Aquático, Londres Árbitros: SRB Mihajlo Ćirić USA Steven Rotsart |
| 2 de agosto 10:00 | Relatório | Perrone, Español, Martín 2                 | Gols | Miller 5  | Arena de Polo Aquático, Londres Árbitros: SRB Mihajlo Ćirić USA Steven Rotsart |

| 2 de agosto 11:20 | Relatório | Cazaquistão                                | 4–11 | Grécia       | Arena de Polo Aquático, Londres Árbitros: GER Ulrich Spiegel GBR Brian Littlejohn |
| 2 de agosto 11:20 | Relatório | Pontuação por períodos: 1–2, 0–4, 1–3, 2–2 |      |              | Arena de Polo Aquático, Londres Árbitros: GER Ulrich Spiegel GBR Brian Littlejohn |
| 2 de agosto 11:20 | Relatório | Ukumanov 2                                 | Gols | Fountoulis 5 | Arena de Polo Aquático, Londres Árbitros: GER Ulrich Spiegel GBR Brian Littlejohn |

| 2 de agosto 19:40 | Relatório | Itália                                     | 6–11 | Croácia           | Arena de Polo Aquático, Londres Árbitros: HUN György Juhász ROU Adrian Alexandrescu |
| 2 de agosto 19:40 | Relatório | Pontuação por períodos: 3–4, 1–1, 1–3, 1–3 |      |                   | Arena de Polo Aquático, Londres Árbitros: HUN György Juhász ROU Adrian Alexandrescu |
| 2 de agosto 19:40 | Relatório | Figlioli, Gallo 2                          | Gols | Bošković, Sukno 3 | Arena de Polo Aquático, Londres Árbitros: HUN György Juhász ROU Adrian Alexandrescu |

| 4 de agosto 11:20 | Relatório | Croácia                                    | 11–6 | Austrália | Arena de Polo Aquático, Londres Árbitros: GER Ulrich Spiegel HUN György Juhász |
| 4 de agosto 11:20 | Relatório | Pontuação por períodos: 2–1, 3–1, 3–2, 3–2 |      |           | Arena de Polo Aquático, Londres Árbitros: GER Ulrich Spiegel HUN György Juhász |
| 4 de agosto 11:20 | Relatório | Joković 3                                  | Gols | Whalan 3  | Arena de Polo Aquático, Londres Árbitros: GER Ulrich Spiegel HUN György Juhász |

| 4 de agosto 14:10 | Relatório | Grécia                                     | 9–11 | Espanha                       | Arena de Polo Aquático, Londres Árbitros: MNE Marijo Brguljan ROU Adrian Alexandrescu |
| 4 de agosto 14:10 | Relatório | Pontuação por períodos: 3–4, 2–4, 2–1, 2–3 |      |                               | Arena de Polo Aquático, Londres Árbitros: MNE Marijo Brguljan ROU Adrian Alexandrescu |
| 4 de agosto 14:10 | Relatório | Delakas 2                                  | Gols | Español, Mallarach, Perrone 3 | Arena de Polo Aquático, Londres Árbitros: MNE Marijo Brguljan ROU Adrian Alexandrescu |

| 4 de agosto 15:30 | Relatório | Itália                                     | 9–6  | Cazaquistão          | Arena de Polo Aquático, Londres Árbitros: NED Anton Bervoets NZL Cory Williams |
| 4 de agosto 15:30 | Relatório | Pontuação por períodos: 4–2, 4–2, 1–1, 0–1 |      |                      | Arena de Polo Aquático, Londres Árbitros: NED Anton Bervoets NZL Cory Williams |
| 4 de agosto 15:30 | Relatório | Figlioli, Gallo, Presciutti, Premuš 4      | Gols | Shmider, Zhilyayev 2 | Arena de Polo Aquático, Londres Árbitros: NED Anton Bervoets NZL Cory Williams |

| 6 de agosto 10:00 | Relatório | Cazaquistão                                | 4–12 | Croácia | Arena de Polo Aquático, Londres Árbitros: ARG Germán Moller GBR Brian Littlejohn |
| 6 de agosto 10:00 | Relatório | Pontuação por períodos: 0–4, 1–1, 2–4, 1–3 |      |         | Arena de Polo Aquático, Londres Árbitros: ARG Germán Moller GBR Brian Littlejohn |
| 6 de agosto 10:00 | Relatório | Zhilyayev 2                                | Gols | Dobud 5 | Arena de Polo Aquático, Londres Árbitros: ARG Germán Moller GBR Brian Littlejohn |

| 6 de agosto 11:20 | Relatório | Grécia                                     | 8–13 | Austrália | Arena de Polo Aquático, Londres Árbitros: SRB Mihajlo Ćirić ESP Sergi Sánchez |
| 6 de agosto 11:20 | Relatório | Pontuação por períodos: 2–3, 3–5, 1–3, 2–2 |      |           | Arena de Polo Aquático, Londres Árbitros: SRB Mihajlo Ćirić ESP Sergi Sánchez |
| 6 de agosto 11:20 | Relatório | Chatzitheodorou 3                          | Gols | Howden 3  | Arena de Polo Aquático, Londres Árbitros: SRB Mihajlo Ćirić ESP Sergi Sánchez |

| 6 de agosto 19:40 | Relatório | Espanha                                    | 7–10 | Itália   | Arena de Polo Aquático, Londres Árbitros: ROU Adrian Alexandrescu CRO Dragan Stampalija |
| 6 de agosto 19:40 | Relatório | Pontuação por períodos: 0–2, 3–4, 1–2, 3–2 |      |          | Arena de Polo Aquático, Londres Árbitros: ROU Adrian Alexandrescu CRO Dragan Stampalija |
| 6 de agosto 19:40 | Relatório | Español 3                                  | Gols | Premuš 3 | Arena de Polo Aquático, Londres Árbitros: ROU Adrian Alexandrescu CRO Dragan Stampalija |

### Grupo B

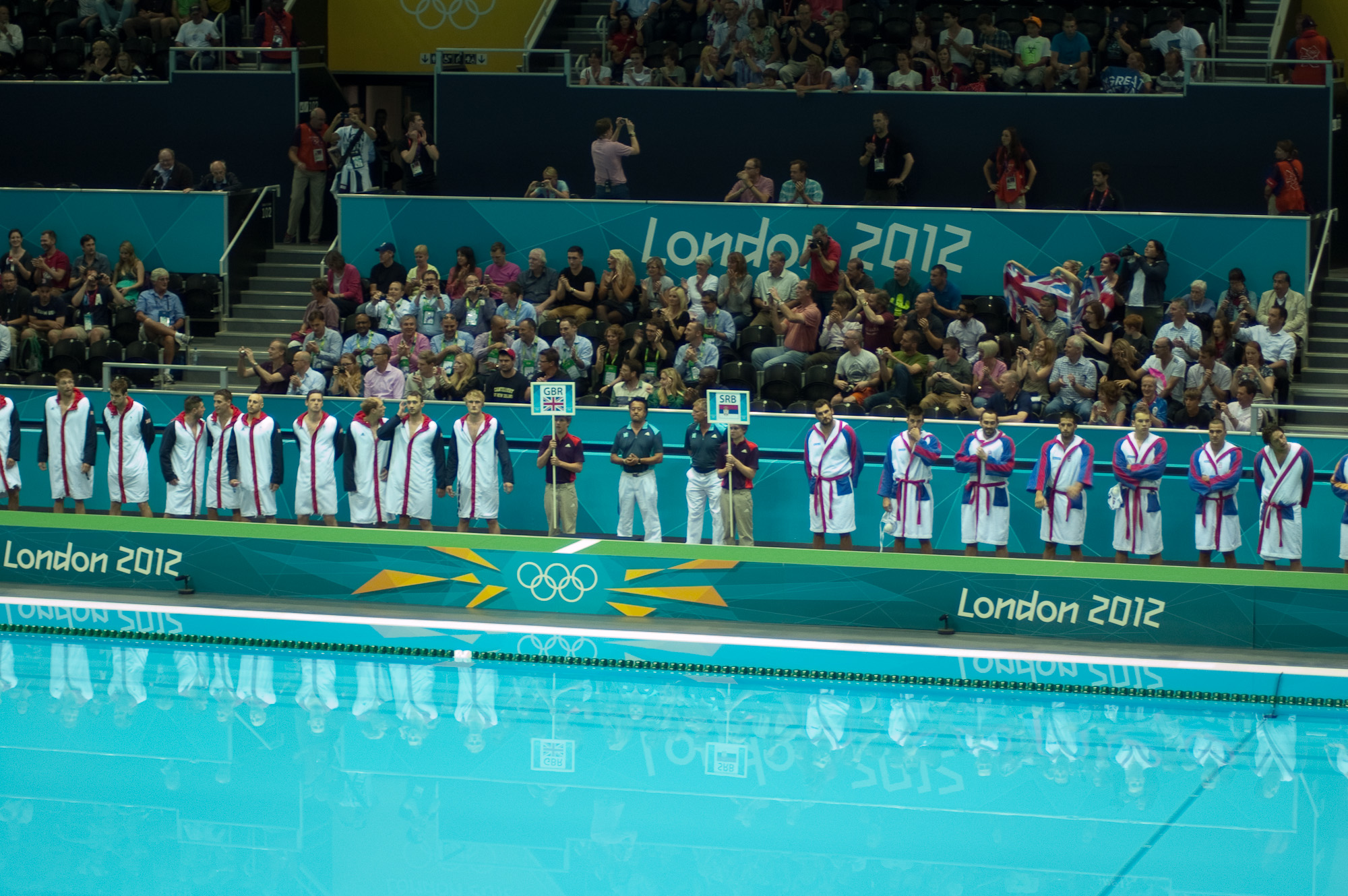
Atletas de Grã-Bretanha e Sérvia na apresentação da partida

| Equipe         | P | J | V | E | D | GP | GC | SG  |
| -------------- | - | - | - | - | - | -- | -- | --- |
| Sérvia         | 9 | 5 | 4 | 1 | 0 | 69 | 38 | +31 |
| Montenegro     | 7 | 5 | 3 | 1 | 1 | 54 | 41 | +13 |
| Hungria        | 6 | 5 | 3 | 0 | 2 | 65 | 52 | +13 |
| Estados Unidos | 6 | 5 | 3 | 0 | 2 | 43 | 44 | –1  |
| Romênia        | 2 | 5 | 1 | 0 | 4 | 48 | 55 | –7  |
| Grã-Bretanha   | 0 | 5 | 0 | 0 | 5 | 28 | 77 | –49 |

| 29 de julho 15:30 | Relatório | Hungria                                    | 10–14 | Sérvia       | Arena de Polo Aquático, Londres Árbitros: ESP Sergi Sánchez ITA Massimiliano Caputi |
| 29 de julho 15:30 | Relatório | Pontuação por períodos: 2–2, 1–3, 3–5, 4–4 |       |              | Arena de Polo Aquático, Londres Árbitros: ESP Sergi Sánchez ITA Massimiliano Caputi |
| 29 de julho 15:30 | Relatório | Dá. Varga, Madaras, Dé. Varga 2            | Gols  | Prlainović 5 | Arena de Polo Aquático, Londres Árbitros: ESP Sergi Sánchez ITA Massimiliano Caputi |

| 29 de julho 18:20 | Relatório | Romênia                                    | 13–4 | Grã-Bretanha | Arena de Polo Aquático, Londres Árbitros: ARG Germán Moller NED Anton Bervoets |
| 29 de julho 18:20 | Relatório | Pontuação por períodos: 2–1, 4–0, 3–2, 4–1 |      |              | Arena de Polo Aquático, Londres Árbitros: ARG Germán Moller NED Anton Bervoets |
| 29 de julho 18:20 | Relatório | Diaconu 4                                  | Gols | Parker 2     | Arena de Polo Aquático, Londres Árbitros: ARG Germán Moller NED Anton Bervoets |

| 29 de julho 19:40 | Relatório | Montenegro                                 | 7–8  | Estados Unidos | Arena de Polo Aquático, Londres Árbitros: GRE Georgios Stavridis AUS Daniel Flahive |
| 29 de julho 19:40 | Relatório | Pontuação por períodos: 1–1, 1–3, 2–2, 3–2 |      |                | Arena de Polo Aquático, Londres Árbitros: GRE Georgios Stavridis AUS Daniel Flahive |
| 29 de julho 19:40 | Relatório | Ivović 3                                   | Gols | Varellas 3     | Arena de Polo Aquático, Londres Árbitros: GRE Georgios Stavridis AUS Daniel Flahive |

| 31 de julho 10:00 | Relatório | Hungria                                    | 10–11 | Montenegro | Arena de Polo Aquático, Londres Árbitros: ESP Sergi Sánchez AUS Daniel Flahive |
| 31 de julho 10:00 | Relatório | Pontuação por períodos: 2–2, 3–4, 3–3, 2–2 |       |            | Arena de Polo Aquático, Londres Árbitros: ESP Sergi Sánchez AUS Daniel Flahive |
| 31 de julho 10:00 | Relatório | Biros 3                                    | Gols  | Brguljan 3 | Arena de Polo Aquático, Londres Árbitros: ESP Sergi Sánchez AUS Daniel Flahive |

| 31 de julho 18:20 | Relatório | Sérvia                                     | 21–7 | Grã-Bretanha | Arena de Polo Aquático, Londres Árbitros: RSA Gus Pinker JPN Kazuhiko Makita |
| 31 de julho 18:20 | Relatório | Pontuação por períodos: 3–3, 7–2, 6–1, 5–1 |      |              | Arena de Polo Aquático, Londres Árbitros: RSA Gus Pinker JPN Kazuhiko Makita |
| 31 de julho 18:20 | Relatório | Prlainović 5                               | Gols | Figes 3      | Arena de Polo Aquático, Londres Árbitros: RSA Gus Pinker JPN Kazuhiko Makita |

| 31 de julho 19:40 | Relatório | Estados Unidos                             | 10–8 | Romênia | Arena de Polo Aquático, Londres Árbitros: CRO Dragan Stampalija ITA Massimiliano Caputi |
| 31 de julho 19:40 | Relatório | Pontuação por períodos: 3–3, 1–2, 3–0, 3–3 |      |         | Arena de Polo Aquático, Londres Árbitros: CRO Dragan Stampalija ITA Massimiliano Caputi |
| 31 de julho 19:40 | Relatório | Varellas, Bailey 3                         | Gols | Radu 4  | Arena de Polo Aquático, Londres Árbitros: CRO Dragan Stampalija ITA Massimiliano Caputi |

| 2 de agosto 14:10 | Relatório | Montenegro                                 | 11–11 | Sérvia       | Arena de Polo Aquático, Londres Árbitros: GRE Georgios Stavridis ITA Massimiliano Caputi |
| 2 de agosto 14:10 | Relatório | Pontuação por períodos: 1–3, 2–1, 5–4, 3–3 |       |              | Arena de Polo Aquático, Londres Árbitros: GRE Georgios Stavridis ITA Massimiliano Caputi |
| 2 de agosto 14:10 | Relatório | Ivović 3                                   | Gols  | Prlainović 5 | Arena de Polo Aquático, Londres Árbitros: GRE Georgios Stavridis ITA Massimiliano Caputi |

| 2 de agosto 15:30 | Relatório | Romênia                                    | 15–17 | Hungria   | Arena de Polo Aquático, Londres Árbitros: KAZ Massimiliano Balfanbayev ESP Sergi Sánchez |
| 2 de agosto 15:30 | Relatório | Pontuação por períodos: 4–5, 5–4, 2–5, 4–3 |       |           | Arena de Polo Aquático, Londres Árbitros: KAZ Massimiliano Balfanbayev ESP Sergi Sánchez |
| 2 de agosto 15:30 | Relatório | Bușilă, Ghiban 3                           | Gols  | Madaras 5 | Arena de Polo Aquático, Londres Árbitros: KAZ Massimiliano Balfanbayev ESP Sergi Sánchez |

| 2 de agosto 18:20 | Relatório | Grã-Bretanha                               | 7–13 | Estados Unidos | Arena de Polo Aquático, Londres Árbitros: NZL Cory Williams CHN Ni Shiwei |
| 2 de agosto 18:20 | Relatório | Pontuação por períodos: 0–5, 3–3, 3–2, 1–3 |      |                | Arena de Polo Aquático, Londres Árbitros: NZL Cory Williams CHN Ni Shiwei |
| 2 de agosto 18:20 | Relatório | Parker 3                                   | Gols | Azevedo 4      | Arena de Polo Aquático, Londres Árbitros: NZL Cory Williams CHN Ni Shiwei |

| 4 de agosto 11:20 | Relatório | Montenegro                                 | 12–8 | Romênia   | Arena de Polo Aquático, Londres Árbitros: AUS Daniel Flahive KAZ Alan Balfanbayev |
| 4 de agosto 11:20 | Relatório | Pontuação por períodos: 3–1, 2–1, 3–2, 4–4 |      |           | Arena de Polo Aquático, Londres Árbitros: AUS Daniel Flahive KAZ Alan Balfanbayev |
| 4 de agosto 11:20 | Relatório | Ivović 3                                   | Gols | Diaconu 3 | Arena de Polo Aquático, Londres Árbitros: AUS Daniel Flahive KAZ Alan Balfanbayev |

| 4 de agosto 18:20 | Relatório | Hungria                                    | 17–6 | Grã-Bretanha                                            | Arena de Polo Aquático, Londres Árbitros: ARG Germán Moller BRA Denis Danelon |
| 4 de agosto 18:20 | Relatório | Pontuação por períodos: 6–1, 5–4, 4–0, 2–1 |      |                                                         | Arena de Polo Aquático, Londres Árbitros: ARG Germán Moller BRA Denis Danelon |
| 4 de agosto 18:20 | Relatório | Kasás, Madaras 3                           | Gols | Parker, Figes, Parsonage, Vincent, Scholefield, James 1 | Arena de Polo Aquático, Londres Árbitros: ARG Germán Moller BRA Denis Danelon |

| 4 de agosto 19:40 | Relatório | Sérvia                                     | 11–6 | Estados Unidos | Arena de Polo Aquático, Londres Árbitros: ESP Sergi Sánchez ITA Massimiliano Caputi |
| 4 de agosto 19:40 | Relatório | Pontuação por períodos: 4–1, 1–2, 3–1, 3–2 |      |                | Arena de Polo Aquático, Londres Árbitros: ESP Sergi Sánchez ITA Massimiliano Caputi |
| 4 de agosto 19:40 | Relatório | Udovičić 3                                 | Gols | Bailey 2       | Arena de Polo Aquático, Londres Árbitros: ESP Sergi Sánchez ITA Massimiliano Caputi |

| 6 de agosto 14:10 | Relatório | Romênia                                    | 4–12 | Sérvia            | Arena de Polo Aquático, Londres Árbitros: GER Ulrich Spiegel USA Steven Rotsart |
| 6 de agosto 14:10 | Relatório | Pontuação por períodos: 0–3, 1–3, 0–4, 3–2 |      |                   | Arena de Polo Aquático, Londres Árbitros: GER Ulrich Spiegel USA Steven Rotsart |
| 6 de agosto 14:10 | Relatório | Radu, Matei, Kádár, Iosep 1                | Gols | Nikić, Mitrović 3 | Arena de Polo Aquático, Londres Árbitros: GER Ulrich Spiegel USA Steven Rotsart |

| 6 de agosto 15:30 | Relatório | Hungria                                    | 11–6 | Estados Unidos                                   | Arena de Polo Aquático, Londres Árbitros: AUS Daniel Flahive GRE Georgios Stavridis |
| 6 de agosto 15:30 | Relatório | Pontuação por períodos: 1–0, 5–2, 4–1, 1–3 |      |                                                  | Arena de Polo Aquático, Londres Árbitros: AUS Daniel Flahive GRE Georgios Stavridis |
| 6 de agosto 15:30 | Relatório | Hosnyánszky 3                              | Gols | Azevedo, Powers, Hudnut, Mann, Beaubien, Smith 1 | Arena de Polo Aquático, Londres Árbitros: AUS Daniel Flahive GRE Georgios Stavridis |

| 6 de agosto 18:30 | Relatório | Grã-Bretanha                               | 4–13 | Montenegro          | Arena de Polo Aquático, Londres Árbitros: CHN Ni Shiwei JPN Kazuhiko Makita |
| 6 de agosto 18:30 | Relatório | Pontuação por períodos: 1–4, 2–4, 1–2, 0–3 |      |                     | Arena de Polo Aquático, Londres Árbitros: CHN Ni Shiwei JPN Kazuhiko Makita |
| 6 de agosto 18:30 | Relatório | Scholefield, Figes, Parker, Robinson 1     | Gols | Zloković, Radović 3 | Arena de Polo Aquático, Londres Árbitros: CHN Ni Shiwei JPN Kazuhiko Makita |

## Fase final
|  | Quartas de final | Quartas de final   | Quartas de final |            |             | Semifinal   | Semifinal           | Semifinal           |                     |  | Final | Final       | Final |
|  |                  |                    |                  |            |             |             |                     |                     |                     |  |       |             |       |
|  | A1               | CRO Croácia        | 8                |            |             |             |                     |                     |                     |  |       |             |       |
|  | B4               | USA Estados Unidos | 2                |            |             |             |                     |                     |                     |  |       |             |       |
|  | B4               | USA Estados Unidos | 2                |            | A1          | CRO Croácia | 7                   |                     |                     |  |       |             |       |
|  |                  |                    |                  |            | A1          | CRO Croácia | 7                   |                     |                     |  |       |             |       |
|  |                  | B2                 | MNE Montenegro   | 5          |             |             |                     |                     |                     |  |       |             |       |
|  | A3               | B2                 | MNE Montenegro   | 5          | ESP Espanha | 9           |                     |                     |                     |  |       |             |       |
|  | A3               |                    |                  |            | ESP Espanha | 9           |                     |                     |                     |  |       |             |       |
|  | B2               | MNE Montenegro     | 11               |            |             |             |                     |                     |                     |  |       |             |       |
|  |                  |                    |                  |            |             |             |                     |                     |                     |  | A1    | CRO Croácia | 8     |
|  |                  |                    | A2               | ITA Itália | 6           |             |                     |                     |                     |  |       |             |       |
|  | A2               | ITA Itália         | 11               |            |             |             |                     |                     |                     |  |       |             |       |
|  | B3               | HUN Hungria        | 9                |            |             |             |                     |                     |                     |  |       |             |       |
|  | B3               | HUN Hungria        | 9                |            | A2          | ITA Itália  | 9                   |                     |                     |  |       |             |       |
|  |                  |                    |                  |            | A2          | ITA Itália  | 9                   |                     |                     |  |       |             |       |
|  |                  | B1                 | SRB Sérvia       | 7          |             |             | Disputa pelo bronze | Disputa pelo bronze | Disputa pelo bronze |  |       |             |       |
|  | A4               | AUS Austrália      | 8                |            |             |             | B2                  | MNE Montenegro      | 11                  |  |       |             |       |
|  | B1               | SRB Sérvia         | 11               |            |             |             |                     |                     |                     |  | B1    | SRB Sérvia  | 12    |

### Quartas de final
| 8 de agosto 14:30 | Relatório | Espanha                                    | 9–11 | Montenegro | Arena de Polo Aquático, Londres Árbitros: ROU Adrian Alexandrescu GER Ulrich Spiegel |
| 8 de agosto 14:30 | Relatório | Pontuação por períodos: 4–4, 1–3, 1–3, 3–1 |      |            | Arena de Polo Aquático, Londres Árbitros: ROU Adrian Alexandrescu GER Ulrich Spiegel |
| 8 de agosto 14:30 | Relatório | Minguell, Vallès 2                         | Gols | Zloković 1 | Arena de Polo Aquático, Londres Árbitros: ROU Adrian Alexandrescu GER Ulrich Spiegel |

| 8 de agosto 15:50 | Relatório | Austrália                                  | 8–11 | Sérvia      | Arena de Polo Aquático, Londres Árbitros: ESP Sergi Sánchez JPN Steven Rotsart |
| 8 de agosto 15:50 | Relatório | Pontuação por períodos: 3–2, 4–2, 1–2, 0–5 |      |             | Arena de Polo Aquático, Londres Árbitros: ESP Sergi Sánchez JPN Steven Rotsart |
| 8 de agosto 15:50 | Relatório | Campbell, Beadsworth 2                     | Gols | Filipović 3 | Arena de Polo Aquático, Londres Árbitros: ESP Sergi Sánchez JPN Steven Rotsart |

| 8 de agosto 18:40 | Relatório | Itália                                     | 11–9 | Hungria   | Arena de Polo Aquático, Londres Árbitros: GRE Georgios Stavridis KAZ Alan Balfanbayev |
| 8 de agosto 18:40 | Relatório | Pontuação por períodos: 2–2, 3–2, 3–1, 3–4 |      |           | Arena de Polo Aquático, Londres Árbitros: GRE Georgios Stavridis KAZ Alan Balfanbayev |
| 8 de agosto 18:40 | Relatório | Felugo, Presciutti, Figlioli 3             | Gols | Madaras 3 | Arena de Polo Aquático, Londres Árbitros: GRE Georgios Stavridis KAZ Alan Balfanbayev |

| 8 de agosto 20:00 | Relatório | Croácia                                    | 8–2  | Estados Unidos     | Arena de Polo Aquático, Londres Árbitros: ITA Massimiliano Caputi HUN György Juhász |
| 8 de agosto 20:00 | Relatório | Pontuação por períodos: 2–0, 3–0, 2–2, 1–0 |      |                    | Arena de Polo Aquático, Londres Árbitros: ITA Massimiliano Caputi HUN György Juhász |
| 8 de agosto 20:00 | Relatório | Burić, Bošković, Obradović 2               | Gols | Bailey, Varellas 1 | Arena de Polo Aquático, Londres Árbitros: ITA Massimiliano Caputi HUN György Juhász |

### Classificação 5º–8º
| 10 de agosto 14:20 | Relatório | Estados Unidos                             | 7–8  | Espanha   | Arena de Polo Aquático, Londres Árbitros: CRO Marijo Brguljan HUN György Juhász |
| 10 de agosto 14:20 | Relatório | Pontuação por períodos: 1–3, 1–2, 2–1, 3–2 |      |           | Arena de Polo Aquático, Londres Árbitros: CRO Marijo Brguljan HUN György Juhász |
| 10 de agosto 14:20 | Relatório | Powers, Beaubien 2                         | Gols | Perrone 3 | Arena de Polo Aquático, Londres Árbitros: CRO Marijo Brguljan HUN György Juhász |

| 10 de agosto 18:30 | Relatório | Hungria                                    | 10–9 | Austrália                  | Arena de Polo Aquático, Londres Árbitros: SRB Mihajlo Ćirić ARG Germán Moller |
| 10 de agosto 18:30 | Relatório | Pontuação por períodos: 4–2, 2–4, 1–0, 3–3 |      |                            | Arena de Polo Aquático, Londres Árbitros: SRB Mihajlo Ćirić ARG Germán Moller |
| 10 de agosto 18:30 | Relatório | Madaras, Biros 3                           | Gols | McGregor, Miller, Whalan 2 | Arena de Polo Aquático, Londres Árbitros: SRB Mihajlo Ćirić ARG Germán Moller |

### Semifinal
| 10 de agosto 15:40 | Relatório | Croácia                                    | 7–5  | Montenegro         | Arena de Polo Aquático, Londres Árbitros: AUS Daniel Flahive GRE Georgios Stavridis |
| 10 de agosto 15:40 | Relatório | Pontuação por períodos: 3–1, 2–0, 2–2, 0–2 |      |                    | Arena de Polo Aquático, Londres Árbitros: AUS Daniel Flahive GRE Georgios Stavridis |
| 10 de agosto 15:40 | Relatório | Sukno 2                                    | Gols | Ivović, Gojković 2 | Arena de Polo Aquático, Londres Árbitros: AUS Daniel Flahive GRE Georgios Stavridis |

| 10 de agosto 19:50 | Relatório | Itália                                     | 9–7  | Sérvia     | Arena de Polo Aquático, Londres Árbitros: ESP Sergi Sánchez ROU Adrian Alexandrescu |
| 10 de agosto 19:50 | Relatório | Pontuação por períodos: 4–2, 2–2, 2–1, 1–2 |      |            | Arena de Polo Aquático, Londres Árbitros: ESP Sergi Sánchez ROU Adrian Alexandrescu |
| 10 de agosto 19:50 | Relatório | Gallo 3                                    | Gols | Udovičić 3 | Arena de Polo Aquático, Londres Árbitros: ESP Sergi Sánchez ROU Adrian Alexandrescu |

### Disputa pelo 7º lugar
| 12 de agosto 10:20 | Relatório | Estados Unidos                             | 9–10 | Austrália          | Arena de Polo Aquático, Londres Árbitros: CRO Dragan Stampalija GER Ulrich Spiegel |
| 12 de agosto 10:20 | Relatório | Pontuação por períodos: 1–3, 2–2, 1–3, 5–2 |      |                    | Arena de Polo Aquático, Londres Árbitros: CRO Dragan Stampalija GER Ulrich Spiegel |
| 12 de agosto 10:20 | Relatório | Smith, Bailey, Varellas, Azevedo 2         | Gols | Miller, Campbell 3 | Arena de Polo Aquático, Londres Árbitros: CRO Dragan Stampalija GER Ulrich Spiegel |

### Disputa pelo 5º lugar
| 12 de agosto 11:40 | Relatório | Espanha                                    | 8–14 | Hungria                                                 | Arena de Polo Aquático, Londres Árbitros: MNE Marijo Brguljan KAZ Alan Balfanbayev |
| 12 de agosto 11:40 | Relatório | Pontuação por períodos: 1–4, 2–3, 1–5, 4–2 |      |                                                         | Arena de Polo Aquático, Londres Árbitros: MNE Marijo Brguljan KAZ Alan Balfanbayev |
| 12 de agosto 11:40 | Relatório | Minguell 3                                 | Gols | Dé. Varga, Hosnyánszky, Biros, Kiss, Steinmetz, Hárai 2 | Arena de Polo Aquático, Londres Árbitros: MNE Marijo Brguljan KAZ Alan Balfanbayev |

### Disputa pelo bronze
| 12 de agosto 14:30 | Relatório | Montenegro                                 | 11–12 | Sérvia      | Arena de Polo Aquático, Londres Árbitros: ITA Massimiliano Caputi GRE Georgios Stavridis |
| 12 de agosto 14:30 | Relatório | Pontuação por períodos: 2–3, 3–1, 5–4, 1–4 |       |             | Arena de Polo Aquático, Londres Árbitros: ITA Massimiliano Caputi GRE Georgios Stavridis |
| 12 de agosto 14:30 | Relatório | Ivović 3                                   | Gols  | Filipović 3 | Arena de Polo Aquático, Londres Árbitros: ITA Massimiliano Caputi GRE Georgios Stavridis |

### Final
| 12 de agosto 15:50 | Relatório | Croácia                                    | 8–6  | Itália   | Arena de Polo Aquático, Londres Árbitros: ESP Sergi Sánchez HUN György Juhász |
| 12 de agosto 15:50 | Relatório | Pontuação por períodos: 1–2, 2–0, 2–1, 3–3 |      |          | Arena de Polo Aquático, Londres Árbitros: ESP Sergi Sánchez HUN György Juhász |
| 12 de agosto 15:50 | Relatório | Joković 3                                  | Gols | Felugo 3 | Arena de Polo Aquático, Londres Árbitros: ESP Sergi Sánchez HUN György Juhász |

## Classificação final
| Pos.              | Equipe             | Campanha (V–E–D) |
| ----------------- | ------------------ | ---------------- |
| Medalha de ouro   | CRO Croácia        | 8–0–0            |
| Medalha de prata  | ITA Itália         | 5–1–2            |
| Medalha de bronze | SRB Sérvia         | 6–1–1            |
| 4                 | MNE Montenegro     | 4–1–3            |
| 5                 | HUN Hungria        | 5–0–3            |
| 6                 | ESP Espanha        | 4–0–4            |
| 7                 | AUS Austrália      | 3–0–5            |
| 8                 | USA Estados Unidos | 3–0–5            |
| 9                 | GRE Grécia         | 1–1–3            |
| 10                | ROU Romênia        | 1–0–4            |
| 11                | KAZ Cazaquistão    | 0–0–5            |
| 12                | GBR Grã-Bretanha   | 0–0–5            |